# ایستگاه متروی بارو
ایستگاه متروی بارو (انگلیسی: Borough tube station) یکی از ایستگاه‌های خط شمالی متروی لندن است.
این ایستگاه که در ناحیه سات‌ارک قرار دارد در سال ۱۸۹۰ میلادی تأسیس شده‌است.